# West Haven-Sylvan, Oregon
West Haven-Sylvan là một khu thống kê nằm trong quận Washington, tiểu bang Oregon,  Hoa Kỳ. Khu này nằm ở phía bắc Xa lộ Hoa Kỳ 26. Theo điều tra dân số Hoa Kỳ năm 2000, dân số của khu thống kê này là 7.147.

## Địa lý
West Haven-Sylvan CDP is centered at 45°31′4″B 122°46′8″T / 45,51778°B 122,76889°TĐã đưa tham số không hợp lệ vào hàm {{#coordinates:}} (45.517639, -122.768877)1.
Theo Cục điều tra dân số Hoa Kỳ, khu thống kê này có tổng diện tích 2,7 dặm vuông Anh (6,9 km²), tất cả đều là đất.